# 27-Idrossicolesterolo
Il 27-idrossicolesterolo (27-HC) è un composto chimico di formula C27H46O2 che in condizioni standard si presenta in fase solida.

## Caratteristiche strutturali e fisiche
Si tratta di un 26-idrossicolesterolo in cui la posizione 25 ha una configurazione R, strutturalmente correlato al colesterolo.
| N. di atomi pesanti                    | 29              |
| N. di donatori di legami a idrogeno    | 2               |
| N. di accettori di legami a idrogeno   | 2               |
| N. di legami ruotabili                 | 6               |
| N. degli elementi stereogenici atomici | 9               |
| Massa monoisotopica                    | 402,349780706 u |
| Superficie polare                      | 40,5 Å²         |

## Biochimica
È un ossisterolo endogeno dotato di molteplici funzioni biologiche, tra cui:
- modulatore selettivo del recettore degli estrogeni (SERM),
- agonista-antagonista misto tessuto-specifico del recettore degli estrogeni (ER)
- agonista del recettore X del fegato (LXR)[4]
- intermedio nella sintesi degli acidi biliari[5]
- modulatore nella risposta immunitaria
- modulatore nei processi infiammatori[6]

Agisce attraverso vari meccanismi, tra cui:
- come SERM, si lega e impedisce l'attivazione dei recettori degli estrogeni nel sistema vascolare, bloccando la vasodilatazione mediata dagli estrogeni e compromettendo gli effetti protettivi cardiovascolari dell'estrogeno;.[7]
- attiva i recettori nucleari,
- interagisce con le cellule immunitarie,
- modula la neuroinfiammazione.[6]

### Sintesi biologica
Prodotto tramite idrossilazione del carbonio in posizione 27 della molecola di colesterolo dal CYP27A1.

### Patologie
Alcune neoplasie producono un eccesso di 27-idrossicolesterolo o ne inibiscono il catabolismo, e alti livelli di colesterolo sono correlati a livelli elevati di 27HC. È stato infatti identificato un legame tra il colesterolo alto e il cancro al seno, per cui è stato proposto che ciò sia dovuto alla produzione di 27-HC da parte del CYP27A1. A causa della sua azione estrogenica, il 27-HC stimola la crescita di cellule del cancro al seno ER-positive ed è stato inoltre implicato nel limitare l'efficacia degli inibitori dell'aromatasi nel trattamento del cancro al seno.
l composto è stato implicato nella deregolazione del metabolismo lipidico, nella neurotossicità e nella disfunzione della barriera emato-encefalica. Vi sono inoltre dati secondo cui è possibile che il composto possa interagire con recettori specifici e fattori di trascrizione, influenzando l'espressione genica e i processi cellulari nelle malattie autoimmuni.